# ビクター・ロペス
ビクター・ロペス（Victor Lopez、1999年9月2日 - ）は、ドミニカ共和国出身のプロ野球選手（投手・育成選手）。右投右打。埼玉西武ライオンズ所属。

## 経歴

### フィリーズ傘下時代
2019年3月30日に、フィラデルフィア・フィリーズとマイナー契約を締結。この年は計14試合に先発登板し、1勝3敗、防御率2.29の成績を残す。
2021年は3チームでプレー。計17試合に登板し、0勝1敗2ホールド2セーブ、防御率2.60の成績を残す。
2022年は22試合に登板。7勝1敗1ホールド、防御率6.03という成績だった。
2023年は2試合の登板にとどまり、0勝1敗、防御率16.88という成績で、4月に自由契約となった。

### 西武時代
2023年11月15日に、埼玉西武ライオンズと育成選手契約を締結したことが発表された。背番号は116。推定年俸は400万円。
2024年はシーズン途中にリリーフ転向した。二軍では計5試合に登板し、1勝0敗、防御率2.81という成績だった。11月12日に翌年育成契約を締結したことが発表された。オフにはプレミア12に参加。日本戦でも3番手として登板し、無失点に抑えた。

## 選手としての特徴
ストレートの最速は156km/h。オーバースローから少し腕を下げて投げる投球フォームである。

## 詳細情報

### 背番号
- 116（2024年[3] - ）